# Finska Akademien
Finska Akademien är en ideell förening för personer som har finländsk anknytning och är verksamma i Sverige. Akademien grundades i Stockholm den 26 november 2001.
Finska Akademiens syfte är att bibringa ledamöterna nyttig kunskap, intressanta kontakter, inspiration och ett lätt hjärta. Akademien står fri från alla ideologier och intresseorganisationer. 
Ämnen som akademien ofta dryftar är konst och kultur, historia och nutid, kreativitet och ledarskap. Akademien sammanträder till seminarier en gång i månaden med undantag för sommaren. 
Finska Akademien har publicerat två antologier Aderton kommentarer om ledarskap 2003 (i finsk utgåva Suomi-Ruotsi johtamismaaottelu) och KOMMUNIKATION Tjugofyra kommentarer av Finska Akademien 2010.
Hösten 2018 är Finska akademiens ledamöter 73 och närmare 170 seminarier har genomförts.